# Dominik Maria z Alboraya
Agustín Hurtado Soler znany również jako Dominik Maria z Alboraya (ur. 28 sierpnia 1872 w Alboraya, zm. 15 sierpnia 1936) – hiszpański amigonianin, męczennik i błogosławiony Kościoła katolickiego.

## Życiorys
Agustín Hurtado Soler urodził się 28 sierpnia 1872 roku w bogatej rodzinie. Studiował filozofię w seminarium w Walencji, a 21 czerwca 1889 roku otrzymał habit zakonny. 15 sierpnia 1896 roku złożył śluby wieczyste, a kilka miesięcy później przyjął święcenia kapłańskie. Rozpoczął studia kościelne i literackie z harmonii i kompozycji. Po wybuchu wojny domowej w Hiszpanii został aresztowany i zginął w pobliżu parku Rekiro.
Beatyfikowany przez papieża Jana Pawła II w grupie 233 męczenników 11 marca 2001 roku.